# Darcetina sublata
Darcetina sublata är en fjärilsart som beskrevs av Walker 1864. Darcetina sublata ingår i släktet Darcetina och familjen nattflyn. Inga underarter finns listade i Catalogue of Life.